# Castillo de Montealegre de Campos
El Castillo de Montealegre de Campos, también denominado Castillo de los Alburquerque se encuentra en la localidad de Montealegre de Campos, provincia de Valladolid (Castilla y León, España).

## Descripción
Se encuentra en Montealegre de Campos, separado del núcleo del pueblo. Formas cuadradas y altos muros. Se divisa desde Tierra de Campos y desde los Montes Torozos. Se pueden ver los castillos de Ampudia, Torremormojón, Belmonte...

## Historia

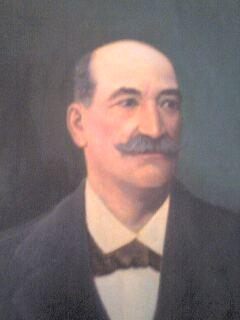
Lucinio del Corral Flórez adquirió la fortaleza en 1908.

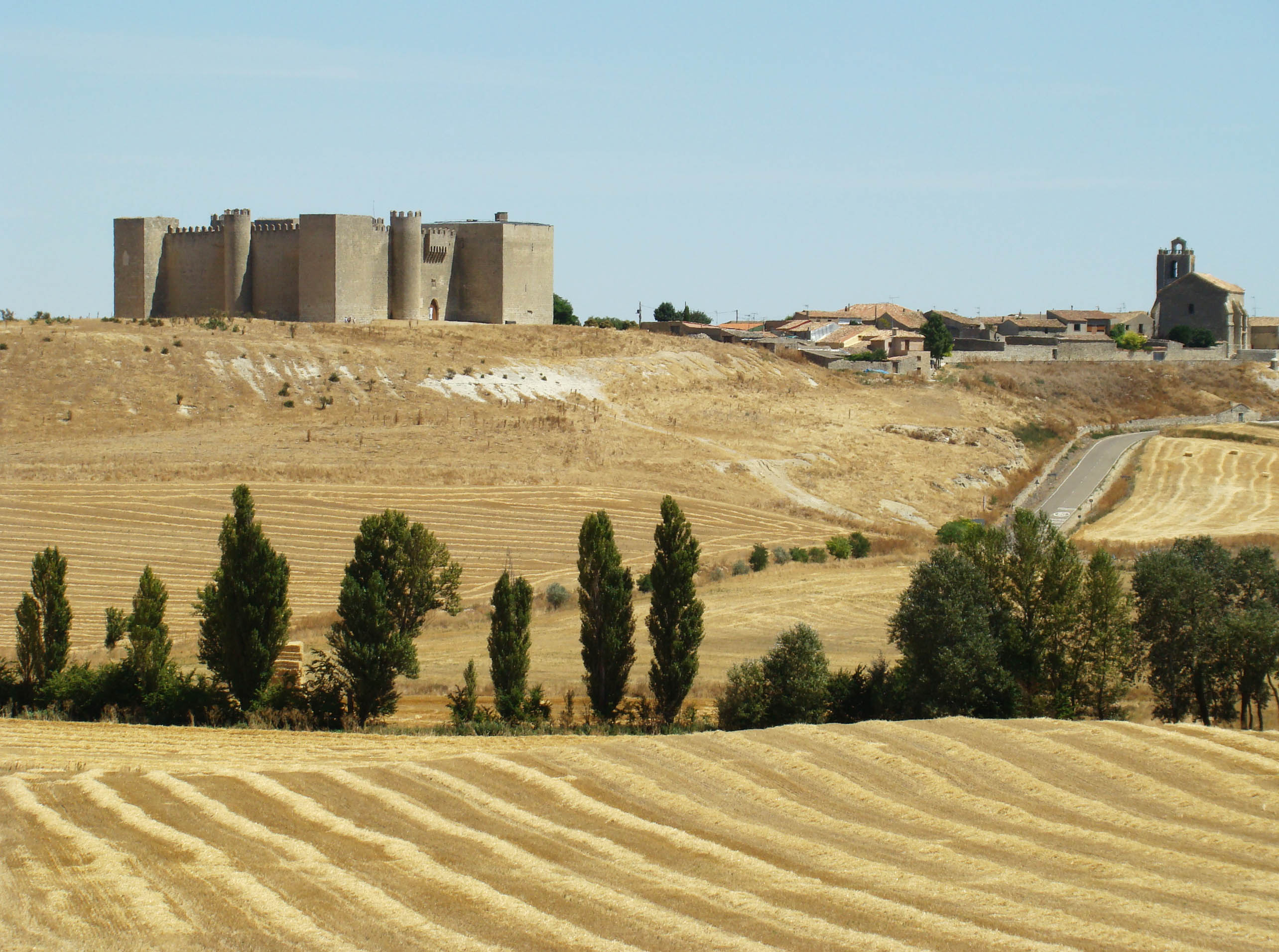
Castillo de Montealegre de Campos visto desde lejos.

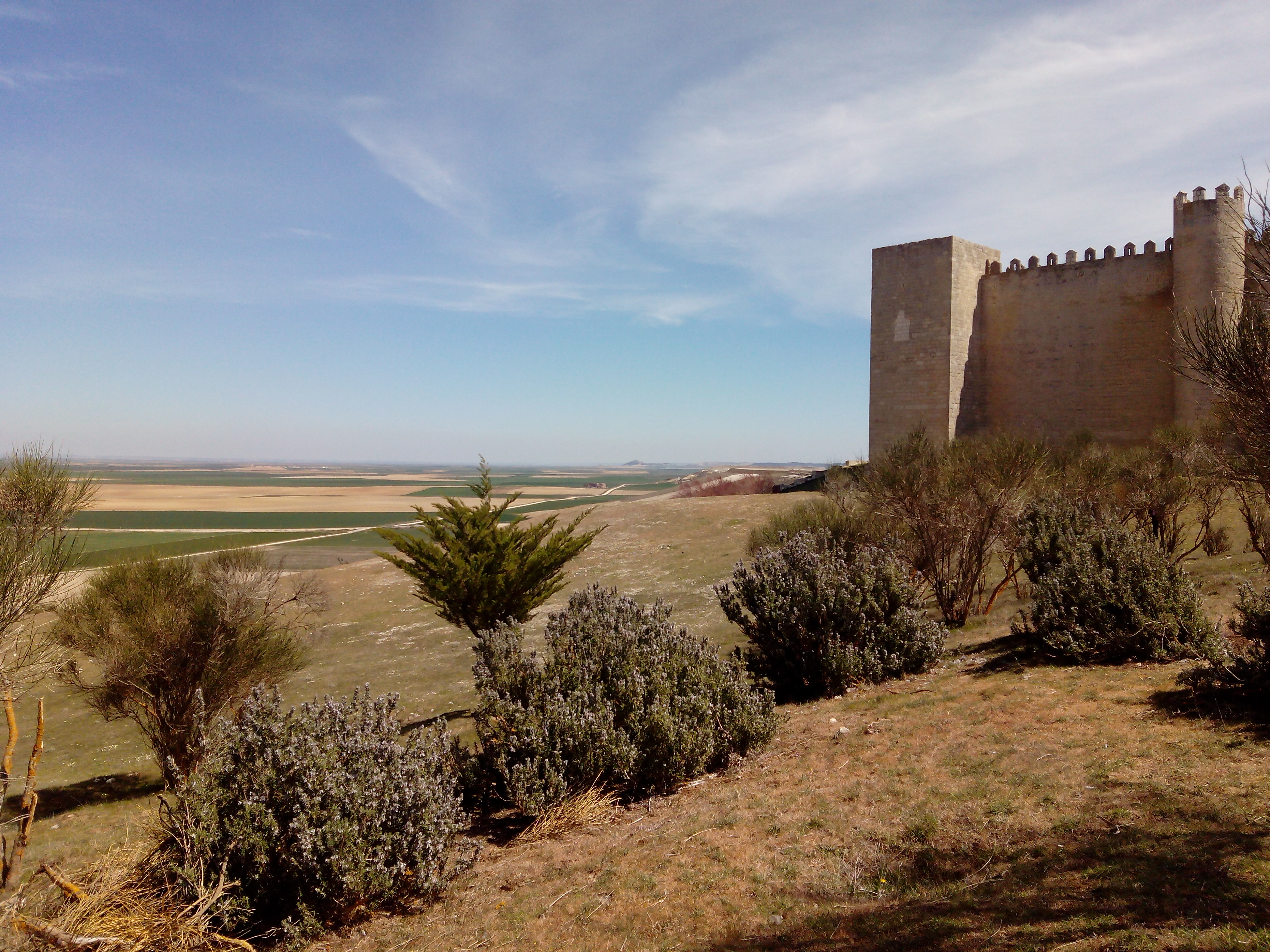
El castillo rodeado de vegetación.

Fue construido en un principio en el siglo XIII por Alfonso Téllez de Meneses y sus altos muros nunca fueron conquistados. Famoso por haber sido siempre inexpugnable, es una de las fortificaciones medievales más impresionantes de la provincia de Valladolid.
Pasó luego a la familia de los duques de Alburquerque, teniendo un papel importante en los enfrentamientos entre Pedro I y los seguidores de Enrique de Trastámara. Fue Isabel Téllez de Meneses, mujer de Juan Alfonso de Alburquerque, que había sido valido de Pedro I, quien defendió el castillo. En 1365 murió el último Meneses, sin descendencia, por lo que el rey Enrique II donó todas sus posesiones a su hermano el conde Sancho.
Sirvió de refugio a los comuneros durante la guerra de las Comunidades.
En el año 1908 los señores Lucinio del Corral y Flórez y Florencio Alonso compran el castillo a la condesa de Añover de Tormes con objeto de vender la piedra al Estado para la construcción del ferrocarril aunque finalmente dicho proyecto no se llevó a cabo y la fortaleza permaneció intacta.
Este castillo poseía una gran torre del homenaje para divisar desde su cumbre las fronteras de tierra de campos, pero su tamaño fue reducido considerablemente al ser vendidas sus piedras a finales del siglo XVIII para la construcción del Canal de Castilla en Medina de Rioseco..
En los años 1960 se rodó parte de la película "El Cid" con Charlton Heston.
El poeta de la Generación del 27 Jorge Guillén, con ancestros de Montealegre de Campos, le dedicó un poema al Castillo de Montealegre de Campos entre cuyos versos destacan los siguientes:

El castillo divisa la llanura,
Tierra de Campos infinitamente.
Todo en su desnudez así perdura:
elemental planeta frente a frente.

Si a principios del siglo XX (1908) el castillo de Montealegre era propiedad de Lucinio del Corral y Flórez –sahagunense vinculado también al castillo de Grajal de Campos- y Florencio Alonso; pasada la Guerra Civil, se convirtió, como tantos otros castillos, en silo de cereales.
En el siglo XXI el castillo fue renovado y restaurado por la Fundación del Patrimonio y, posteriormente, abierto al público como centro de interpretación de la Edad Media y de los castillos. Recuperado para el uso cultural, ha servido de escenario para conciertos y representaciones teatrales. El castillo de Montealegre ofrece hoy día un sencillo Centro de Interpretación de la Edad Media y, desde luego, es impresionante el paisaje que se puede contemplar desde su adarve. Se halla parcialmente restaurado y su interior, que alberga dicho Centro de Interpretación del Medievo, se puede visitar entre abril y septiembre.
El patio de armas acoge en verano conciertos programados dentro de las Veladas de los castillos, organizadas por la Diputación de Valladolid. La restauración del Castillo de Montealegre para acondicionarlo a la visita pública y la creación de un centro de interpretación sobre la historia de la fortaleza y la de la localidad ha supuesto la recuperación y revalorización de un bien patrimonial tan significativo que hasta no hace demasiado permanecía cerrado por problemas de conservación y de seguridad.

## Galería de fotos

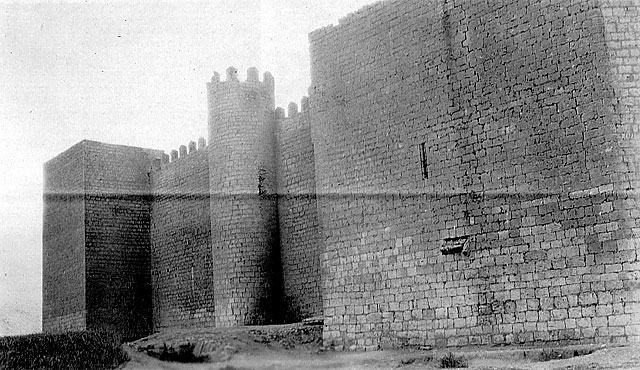
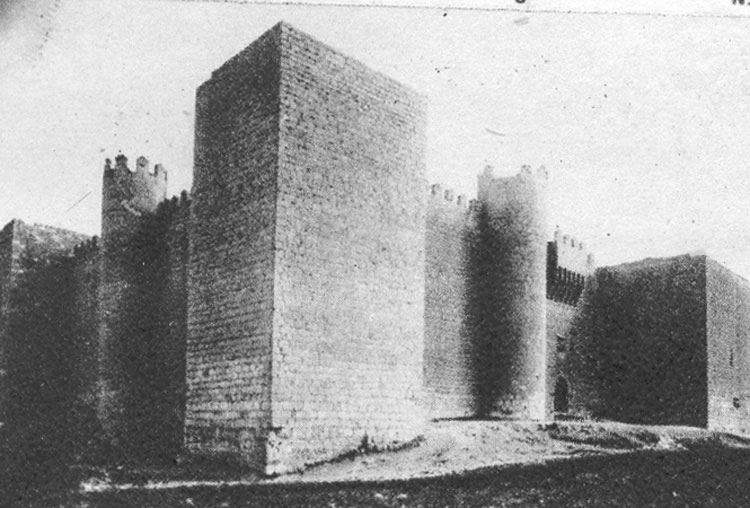
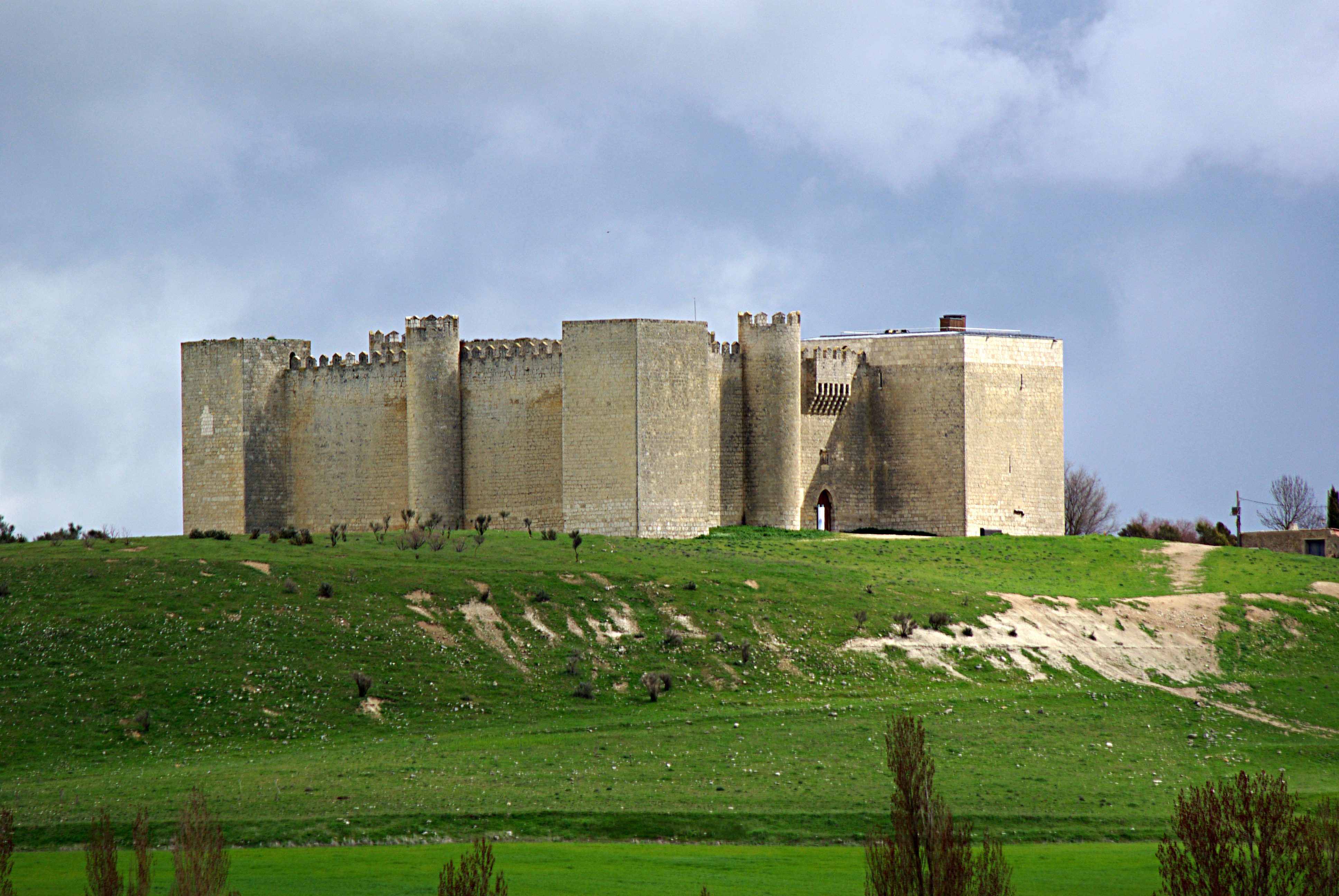
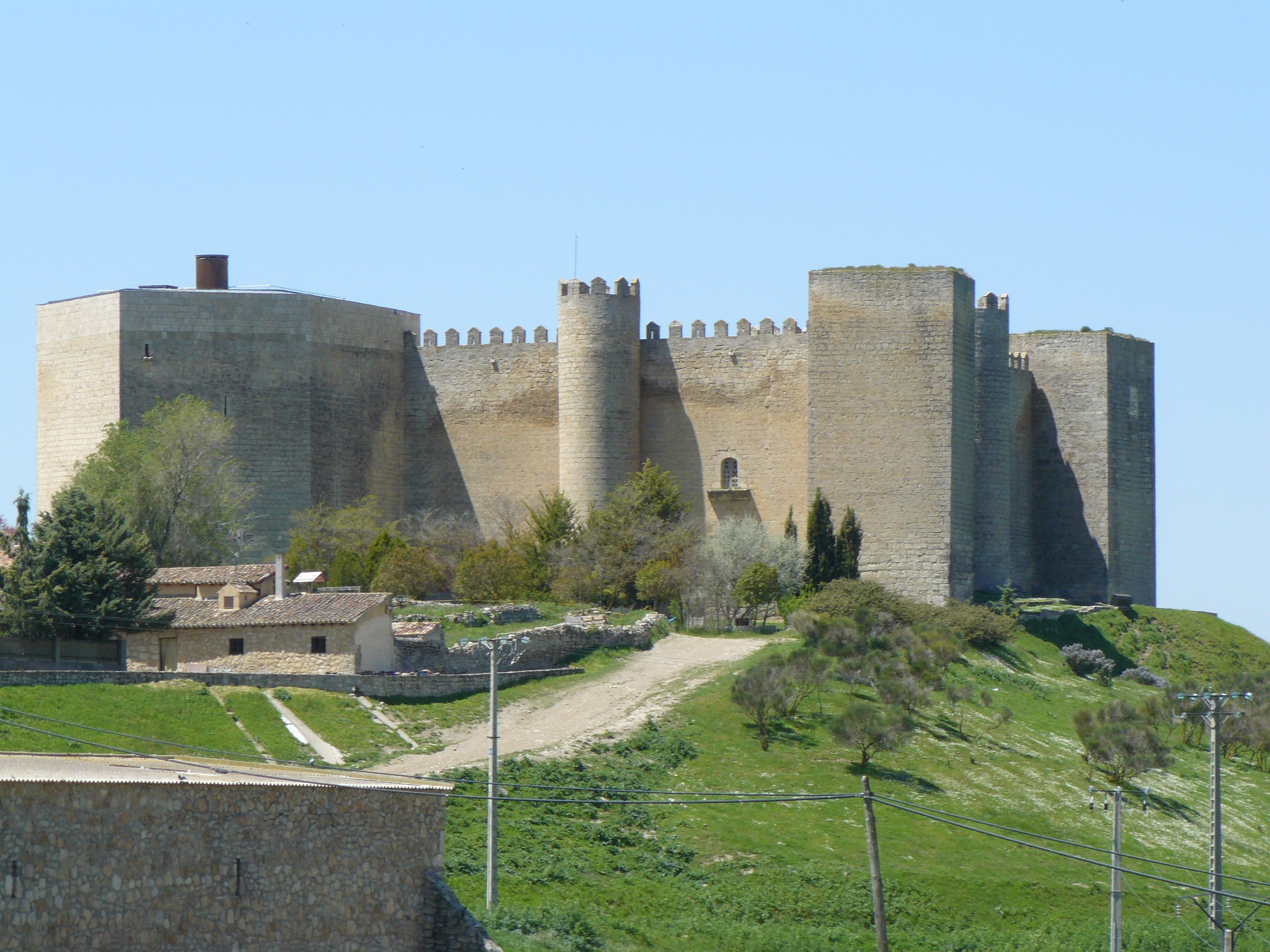
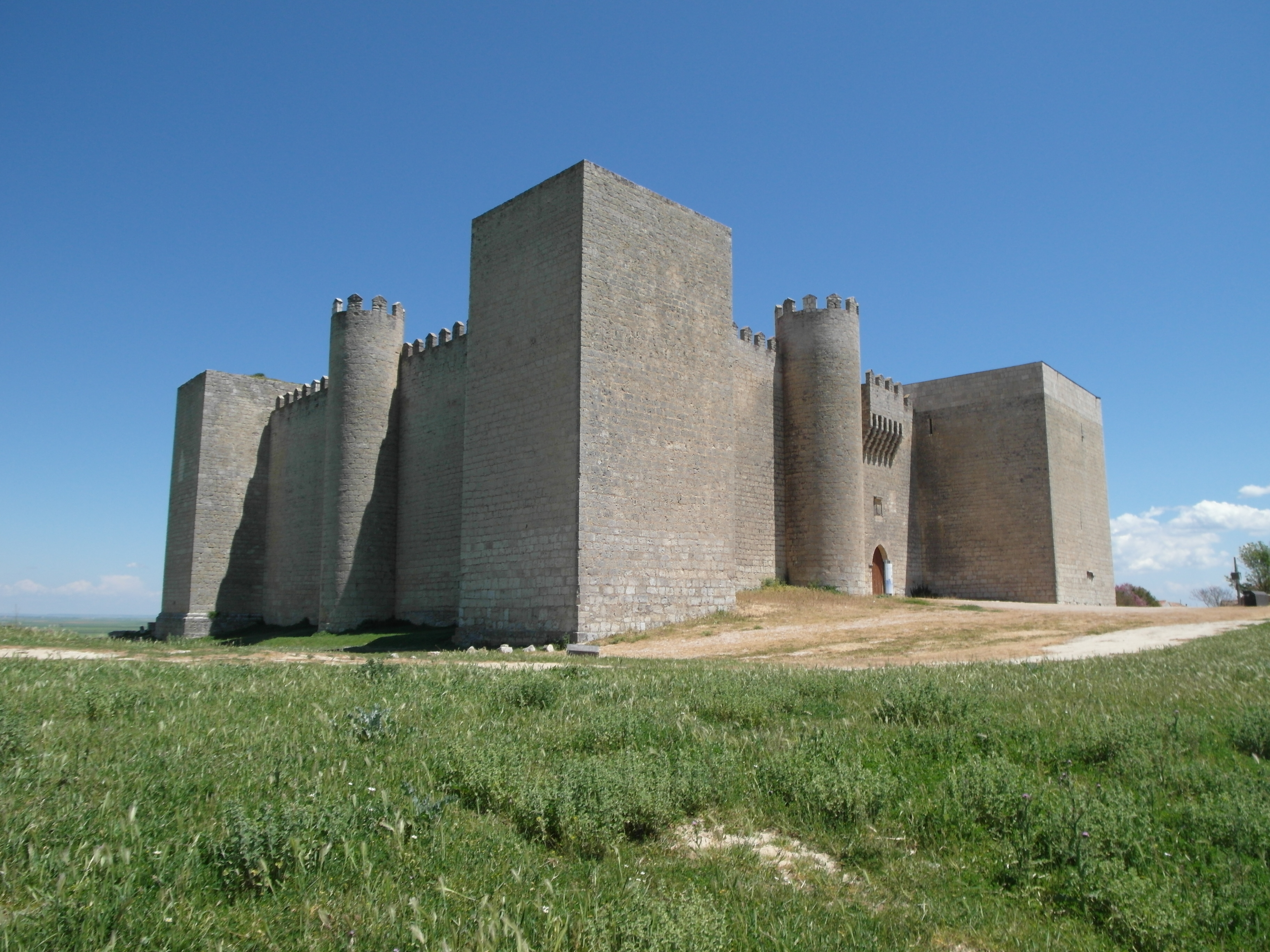
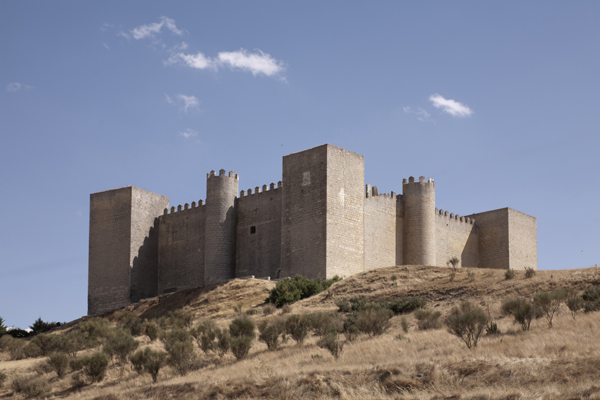
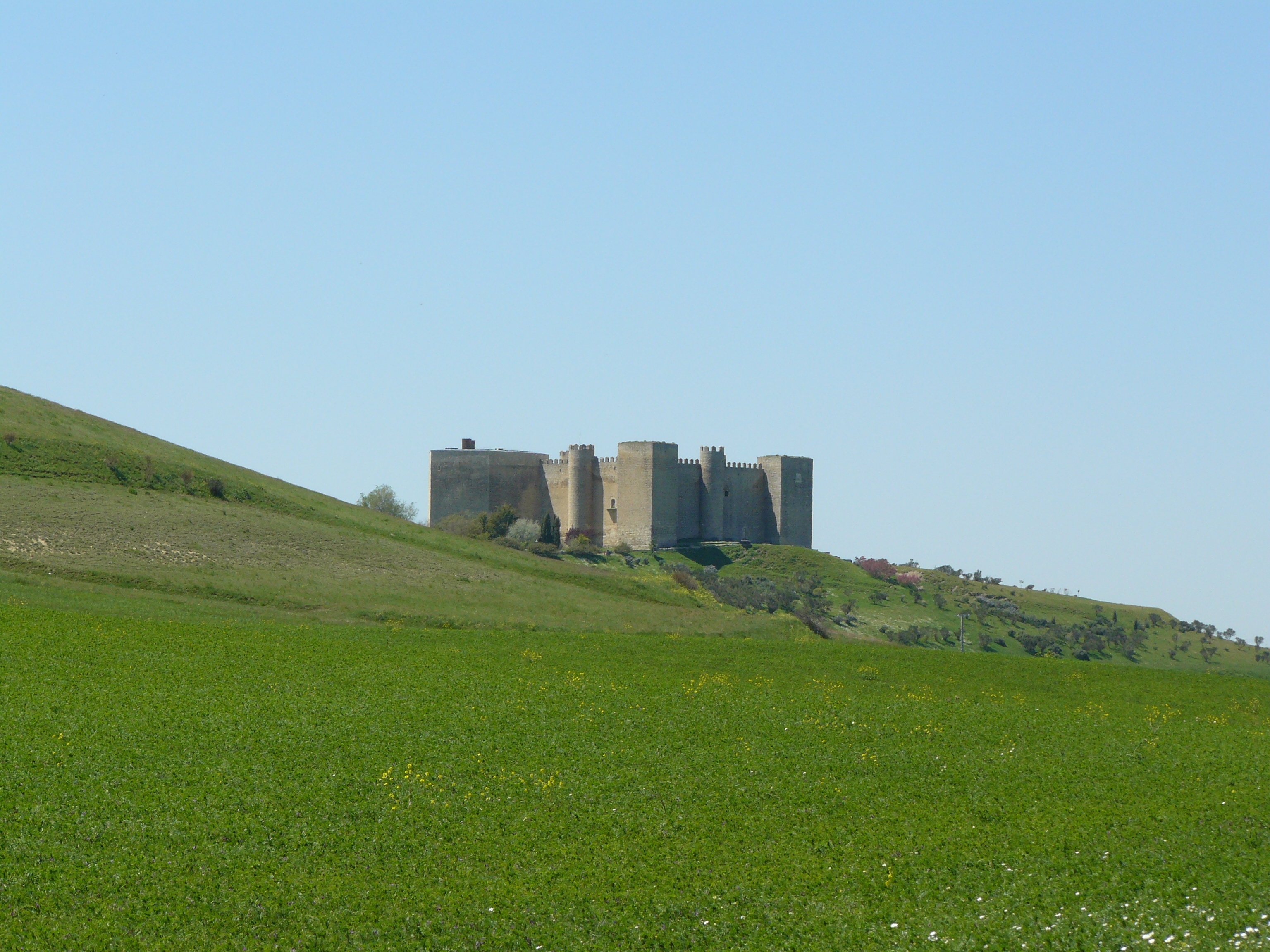
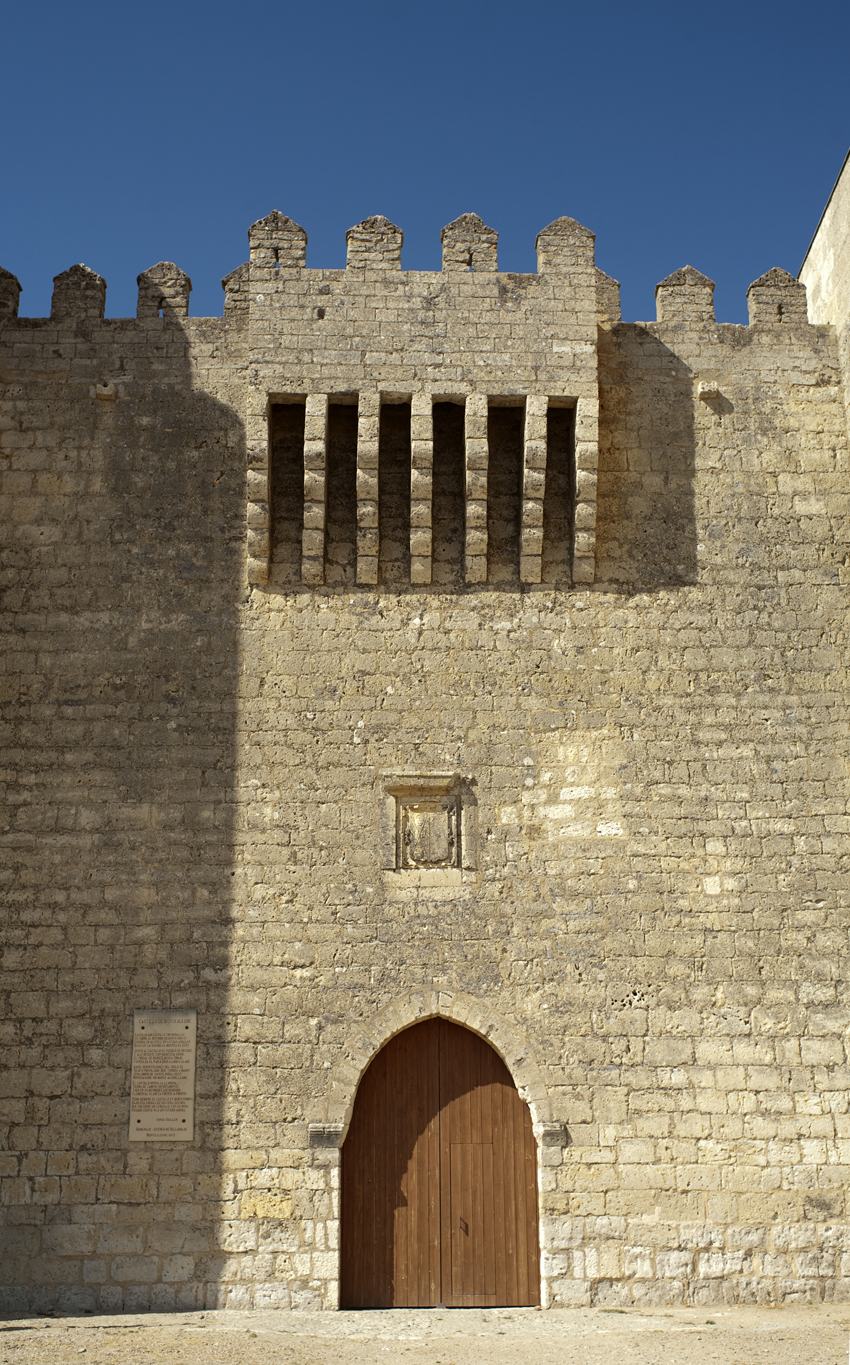
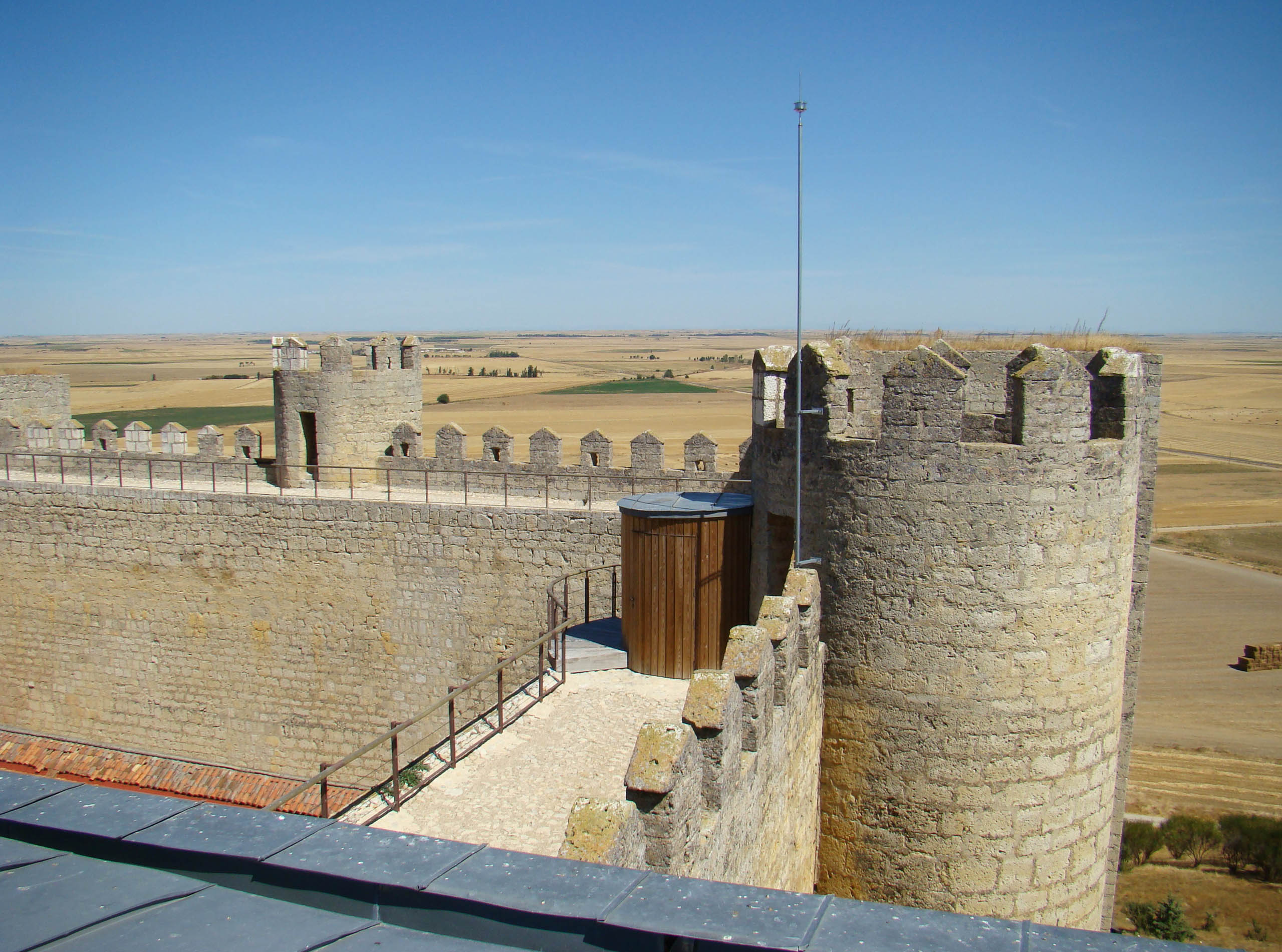
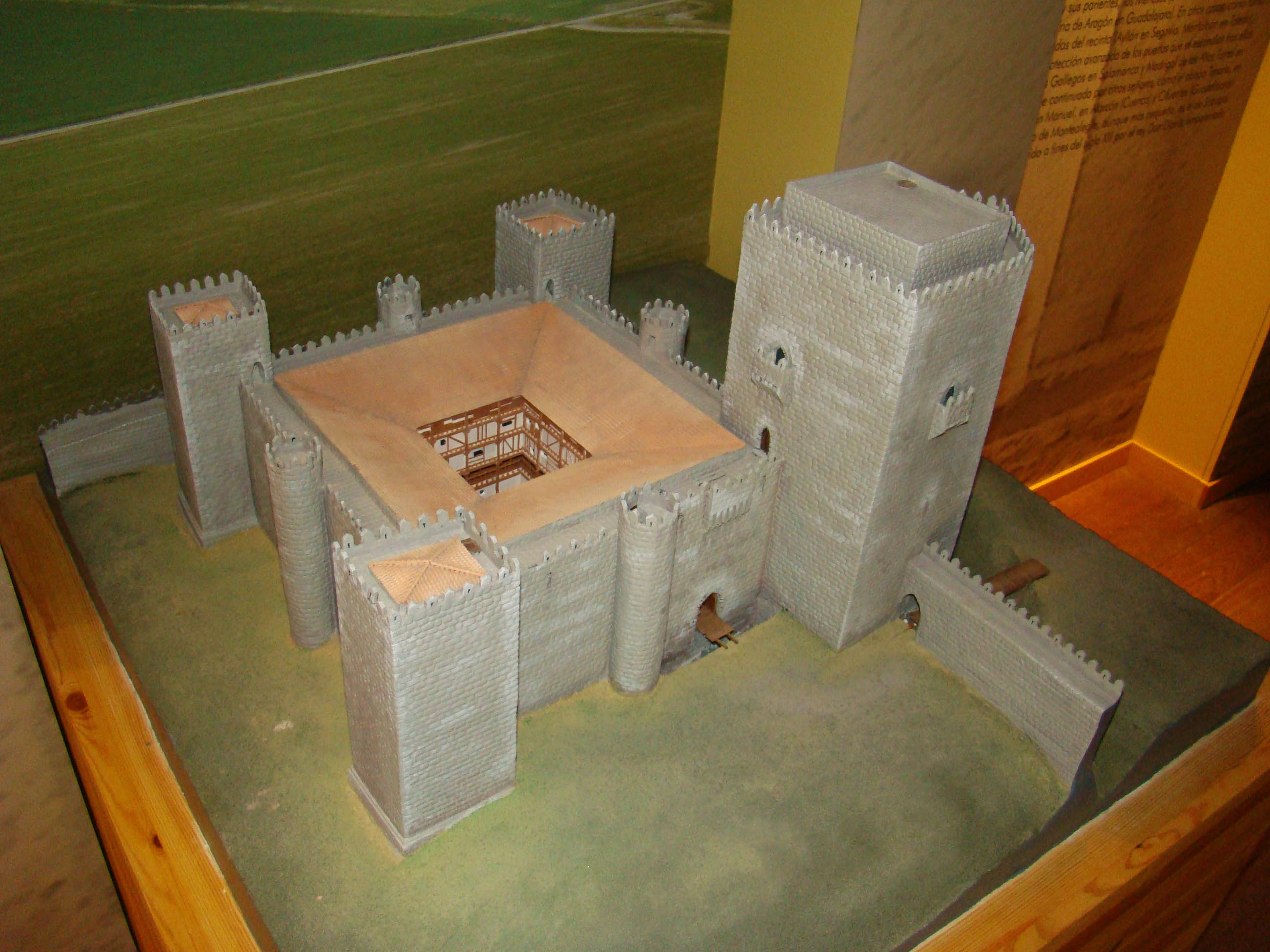